# 真北路駅
真北路駅（しんほくろえき）は中華人民共和国上海市普陀区に位置する上海地下鉄13号線の駅である。

## 駅構造
- 島式ホーム1面2線の地下駅。

## 駅周辺
- 中環路
- リトルベニス（威尼斯小镇）

## 歴史
- 2012年12月30日 - 乗客をのせての試運転として仮開業[1]

## 隣の駅
■上海地下鉄13号線
豊荘駅  - 祁連山南路駅(建設中) - 真北路駅 - 大渡河路駅(建設中) - 金沙江路駅